# Herrschaft Alsenz
Die Herrschaft Alsenz mit Sitz in Alsenz, heute eine Ortsgemeinde im Donnersbergkreis in Rheinland-Pfalz, gehörte im Laufe der Jahrhunderte unterschiedlichen Besitzern und war auch öfters geteilt. Im Jahr 1398 teilten sich die Raugrafen, die Randecker, die Lewensteiner und die Rheingrafen die Herrschaft. 1756 kam die gesamte Herrschaft durch Tausch an Nassau-Weilburg.
Im Jahr 1801 kam die Herrschaft an Frankreich und wurde Teil des Departement Donnersberg.